# Clesles
Clesles je francouzská obec v departementu Marne v regionu Grand Est. Žije zde 631 obyvatel.

## Geografie
Obec leží u hranic departementu Marne s departementem Aube.

### Sousední obce
| Růžice kompasu |                                     | Bagneux        | Étrelles-sur-Aube (Aube) | Růžice kompasu |
| Růžice kompasu | Saint-Just-Sauvage                  | Sever          | Saint-Oulph (Aube)       | Růžice kompasu |
| Růžice kompasu | Saint-Just-Sauvage                  | Clesles        | Saint-Oulph (Aube)       | Růžice kompasu |
| Růžice kompasu | Saint-Just-Sauvage                  | Jih            | Saint-Oulph (Aube)       | Růžice kompasu |
| Růžice kompasu | Maizières-la-Grande-Paroisse (Aube) | Châtres (Aube) |                          | Růžice kompasu |